# Karate op de Olympische Zomerspelen 2020

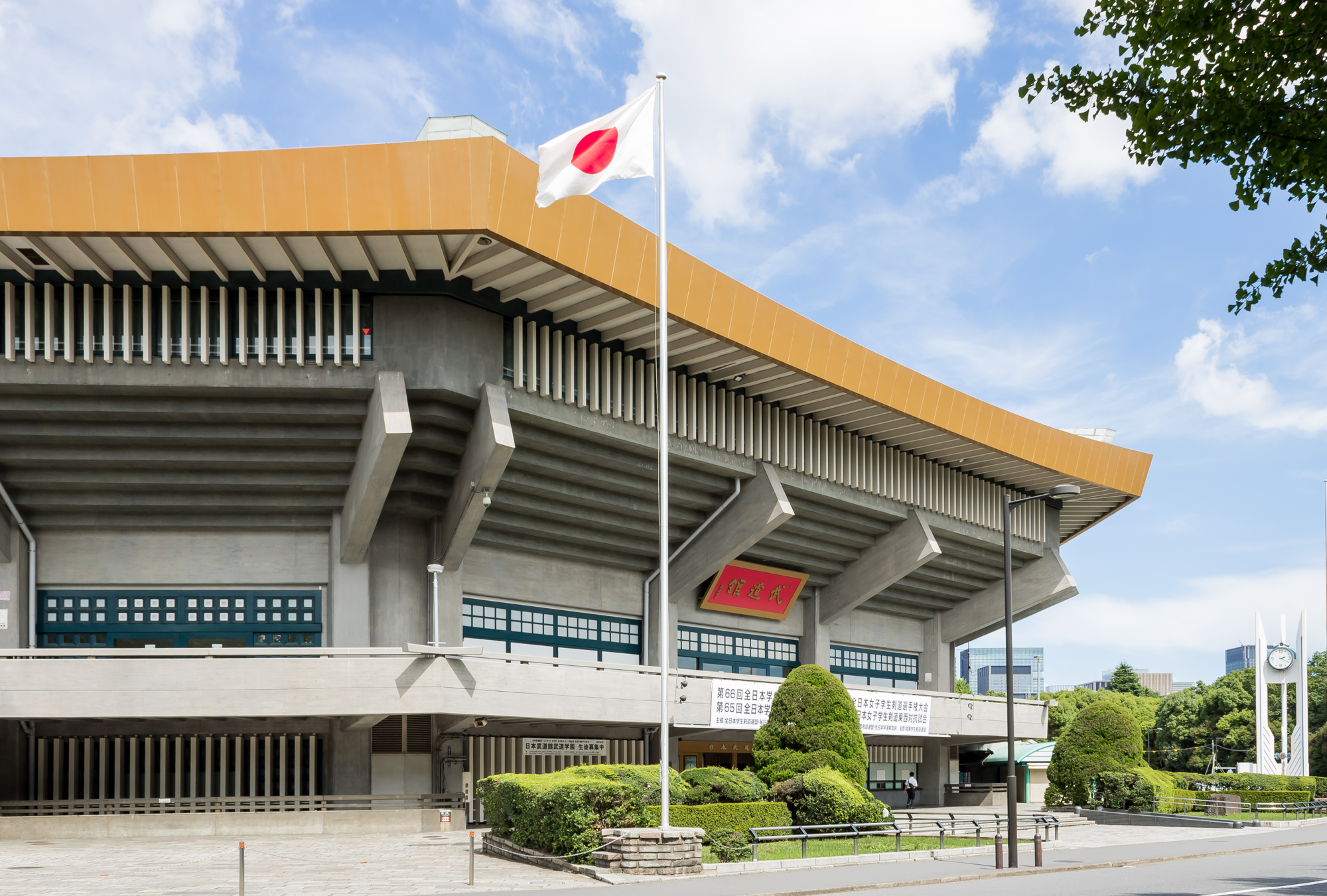
het Nippon Budokan (2018)

Karate is een van de sporten die werd beoefend tijdens de Olympische Zomerspelen 2020 in Tokio. De sport stond voor het eerst op het olympisch programma. Het deelnemersveld bestond uit tachtig atleten, gelijk verdeeld over de geslachten en verspreid over acht evenementen. Zes van de acht onderdelen werden beoefend in de discipline kumite waarbij twee karateka's tegen elkaar sparren. Daarnaast waren er twee kata-toernooien waar de atleten individueel stijloefeningen uitvoeren. De wedstrijden werden gehouden in het Nippon Budokan in de wijk Chiyoda in het centrum van de stad.
Tijdens de spelen in 2024 maakte karate niet langer deel uit van het programma.

## Medaillewinnaars
Mannen
| Onderdeel       | Goud | Goud             | Zilver | Zilver           | Brons   | Brons                                    |
| --------------- | ---- | ---------------- | ------ | ---------------- | ------- | ---------------------------------------- |
| Licht (-67 kg)  | FRA  | Steven Da Costa  | TUR    | Eray Şamdan      | JOR KAZ | Abdelrahman Al-Masatfa Darchan Assadilov |
| Midden (-75 kg) | ITA  | Luigi Busà       | AZE    | Rafajel Agchajev | UKR HUN | Stanislav Choroena Gábor Hárspataki      |
| Zwaar (+75 kg)  | IRI  | Sajjad Ganjzadeh | KSA    | Tareg Hamedi     | TUR JPN | Uğur Aktaş Ryutaro Araga                 |
| Kata            | JPN  | Ryo Kiyuna       | ESP    | Damián Quintero  | TUR USA | Ali Sofuoğlu Ariel Torres                |

Vrouwen
| Onderdeel       | Goud | Goud             | Zilver | Zilver              | Brons   | Brons                     |
| --------------- | ---- | ---------------- | ------ | ------------------- | ------- | ------------------------- |
| Licht (-55 kg)  | BUL  | Ivet Goranova    | UKR    | Anzjelika Terljoega | AUT TPE | Bettina Plank Wen Tzu-yun |
| Midden (-61 kg) | SRB  | Jovana Preković  | CHN    | Yin Xiaoyan         | TUR EGY | Merve Çoban Giana Lotfy   |
| Zwaar (+61 kg)  | EGY  | Feryal Abdelaziz | AZE    | Iryna Zaretska      | KAZ CHN | Sofja Beroeltseva Gong Li |
| Kata            | ESP  | Sandra Sánchez   | JPN    | Kiyou Shimizu       | ITA HKG | Viviana Bottaro Grace Lau |

## Medaillespiegel
| Plaats | Land             | NOC    | Goud | Zilver | Brons | Totaal |
| ------ | ---------------- | ------ | ---- | ------ | ----- | ------ |
| 1      | Japan            | JPN    | 1    | 1      | 1     | 3      |
| 2      | Spanje           | ESP    | 1    | 1      | 0     | 2      |
| 3      | Egypte           | EGY    | 1    | 0      | 1     | 2      |
| 3      | Italië           | ITA    | 1    | 0      | 1     | 2      |
| 5      | Bulgarije        | BUL    | 1    | 0      | 0     | 1      |
| 5      | Frankrijk        | FRA    | 1    | 0      | 0     | 1      |
| 5      | Iran             | IRN    | 1    | 0      | 0     | 1      |
| 5      | Servië           | SRB    | 1    | 0      | 0     | 1      |
| 9      | Azerbeidzjan     | AZE    | 0    | 2      | 0     | 2      |
| 10     | Turkije          | TUR    | 0    | 1      | 3     | 4      |
| 11     | China            | CHN    | 0    | 1      | 1     | 2      |
| 11     | Oekraïne         | UKR    | 0    | 1      | 1     | 2      |
| 13     | Saoedi-Arabië    | KSA    | 0    | 1      | 0     | 1      |
| 14     | Kazachstan       | KAZ    | 0    | 0      | 2     | 2      |
| 15     | Chinees Taipei   | TPE    | 0    | 0      | 1     | 1      |
| 15     | Hongarije        | HUN    | 0    | 0      | 1     | 1      |
| 15     | Hongkong         | HKG    | 0    | 0      | 1     | 1      |
| 15     | Jordanië         | JOR    | 0    | 0      | 1     | 1      |
| 15     | Oostenrijk       | AUT    | 0    | 0      | 1     | 1      |
| 15     | Verenigde Staten | USA    | 0    | 0      | 1     | 1      |
| Totaal | Totaal           | Totaal | 8    | 8      | 16    | 32     |